# Burghard Kreft
Burghard Kreft (* 13. September 1950 in Gütersloh) ist ein deutscher Jurist und ehemaliger Vorsitzender Richter am Bundesarbeitsgericht.

## Leben
Burghard Kreft schloss 1978 mit dem Zweiten Juristischen Staatsexamen seine juristische Ausbildung ab. Hiernach war er als Wissenschaftlicher Assistent an der Freien Universität Berlin und an der Technischen Universität Berlin tätig. 1983 begann er am Landgericht Berlin seine Richterkarriere. 1985 wurde er Richter am Arbeitsgericht Berlin. Im November 1986 trat er in den Justizdienst des Landes Nordrhein-Westfalen ein und war dort in der Folge an unterschiedlichen Arbeitsgerichten tätig. Kreft wurde im September 1994 Vorsitzender Richter am Landesarbeitsgericht Hamm und im Februar 1998 Richter am Bundesarbeitsgericht. Dort gehörte er zunächst dem 5. Senat an, wechselte aber im November 2001 in den 1. Senat des Gerichtes. Er wurde schließlich stellvertretender Vorsitzender des 1. Senats und gleichzeitig Pressesprecher des Bundesarbeitsgerichtes. Im Juli 2009 wurde er zum Vorsitzenden des 2. Senates ernannt. Dieser Senat befasst sich vor allem mit dem Kündigungsrecht.
Kreft war zudem Lehrbeauftragter für Arbeitsrecht der Staatswissenschaftlichen Fakultät der Universität Erfurt.
Mit Ablauf des 31. Januar 2016 trat er in den Ruhestand.